# باسینیانا
باسینیانا (به ایتالیایی: Bassignana) یک کومونه در ایتالیا است که در استان آلساندریا واقع شده‌است.

## خصوصیات
باسینیانا ۲۸٫۱۱ کیلومترمربع مساحت و ۱٬۸۰۲ نفر جمعیت دارد و ۹۶ متر بالاتر از سطح دریا واقع شده‌است.